# حسین رشید محمد التکریتی
حسین رشید محمد التکریتی (به عربی: حسین رشید محمد التکریتی) (زادهٔ ۱۹۴۰) فرمانده نظامی بازنشسته اهل عراق است. وی در زمان ریاست جمهوری صدام حسین، دوره‌ای ریاست ستاد کل نیروهای مسلح عراق را برعهده داشت. التکریتی در خلال جنگ ایران و عراق از فرماندهان ارشد نیروی زمینی عراق بود.

## حرفه نظامی
حسین به ارتش پیوست و در سال ۱۹۶۲ از آکادمی نظامی عراق با مدرک لیسانس در علوم نظامی فارغ‌التحصیل شد. وی در سال ۱۹۶۸ از دانشکده ستاد مشترک عراق فارغ‌التحصیل شد و در رشته علوم نظامی فوق لیسانس گرفت. او همچنین بعدها در همین رشته دکتری گرفت.

## جنگ ایران و عراق
نوشتار اصلی: جنگ ایران و عراق
در سپتامبر ۱۹۸۰، نیروهای عراق به جنوب ایران حمله کردند. اگرچه در ابتدا موفقیت‌آمیز بود، اما در سال ۱۹۸۱ ایران یک ضد حمله را آغاز کرد و تا سال ۱۹۸۲ بیشتر مناطق از دست رفته را بازپس گرفت. در ژوئیه ۱۹۸۲، ایران به جنوب عراق حمله کرد و شهر بصره را هدف قرار داد.
در طول دو سال اول جنگ، صدام حسین شروع به ارتقای فرماندهان شایسته در مقابل کسانی کرد که صرفاً به عنوان دوستان سیاسی خدمت می‌کردند. از جمله رشید مجاز به گسترش گارد جمهوری به اندازه یک لشکر شد. در سالهای اولیه فرماندهی وی، گارد به ۱۶ تیپ ۳۰۰۰۰ نفری افزایش یافتو تا سال ۱۹۸۸ گارد جمهوری به ۲۵ تیپ و مجموع نیروی انسانی ۱۰۳۰۰۰ نفر رسید. اگرچه صدام حسین فرمانده اسمی بود، رشید فرمانده واقعی بود و به صدام گزارش می‌داد.
در سال ۱۹۸۸ در کردستان، رشید با تأکید برضدحمله پیش می‌رفت چون ایرانی‌ها در یگان‌های مخفی کوچک به دلیل داشتن منطقه شمالی، برتری داشتند.با این حال، صدام مایل بود بر جبهه جنوبی کشور تمرکز کند تا به ایرانیان بفهماند که تصرف بصره غیرممکن است.
در خلال عملیات انفال بین سال‌های ۱۹۸۷ و ۱۹۸۸ رشید به همراه بسیاری ژنرال‌های دیگر به جنایت علیه بشریت علیه مردم کرد پرداختند و بیش از ۱۸۲۰۰۰ مرد، زن و کودک کرد، با سلاحهای معمولی و سلاح‌های شیمیایی به قتل رسیدند.
در ژوئیه ۱۹۸۸، در حالی که عراق به‌طور مستمر در حال پیشرفت بود، ایران با قطعنامه ۵۹۸ موافقت کرد و جنگ به‌طور رسمی در ۲۰ اوت ۱۹۸۸ پایان یافت.

## جنگ خلیج فارس
نوشتار اصلی: جنگ خلیج فارس
عراق در اوت ۱۹۹۰ به کویت حمله کرد و تنش‌ها در سال ۱۹۹۱ افزایش یافت. اندکی پس از تهاجم، رشید به عنوان رئیس ستاد جدید ارتش عراق منصوب شد. در ۲۴ فوریه، حمله زمینی ائتلاف آغاز شد.در ساعت ۲۰:۳۰ روز ۲۵ فوریه، رشید یک تماس تلفنی از صدام دریافت کرد و به ارتش دستور داد که از کویت عقب‌نشینی کند. صدام گفته بود: «من نمی‌خواهم ارتش ما دچار وحشت شود. سربازان ما تحقیر را دوست ندارند، آنها دوست دارند غرور خود را حفظ کنند.»در ۲۶ فوریه، نیروهای عراقی از شهر کویت گریختند.
عملکرد رشید و کارکنانش در طول جنگ توسط تحلیلگر پولاک به عنوان «عملکرد بسیار معتبر با توجه به آنچه که باید با آن کار می‌کردند» تلقی می‌شد، اما این خطا متوجه حسین و اصرار او برای مبارزه با ائتلاف به جای مذاکره برای راه حل بود.

## دوره پس از جنگ خلیج فارس
از سمت خود به عنوان رئیس ستاد برکنار شد، پس از آن یک بار دیگر فرمانده گارد جمهوری شد و به عنوان مشاور نظامی ویژه صدام حسین خدمت کرد.
رشید در سرکوب قیام شیعیان در سال ۱۹۹۱ شرکت داشت که بعداً به خاطر آن متهم به جنایات جنگی شد.

## حمله به عراق
نوشتار اصلی: حمله به عراق در سال ۲۰۰۳
تا سال ۲۰۰۳، رشید دبیرکل فرماندهی نیروهای مسلح و بخشی از «حلقه درونی» صدام حسین بود که در مقابل حمله احتمالی ایالات متحده و متحدانش، دفاعی را طراحی می‌کرد.

## دادگاه ویژه عراق
پس از تهاجم، حسین یکی از چندین نفری بود که توسط دادگاه ویژه عراق به جنایات جنگی متهم شد. او بویژه به جنایات جنگی و جنایات علیه بشریت مربوط به جنایات جنگی احتمالی علیه کردها در جریان عملیات الانفال در سال ۱۹۸۸ متهم شد که به عنوان معاون رئیس ستاد نیروهای مسلح عراق خدمت می‌کرد.
محاکمه در ۲۱ اوت ۲۰۰۶ آغاز شد و در ۲۴ ژوئن ۲۰۰۷ به پایان رسید رشید حسین به همراه چند تن دیگر به دلیل جنایات جنگی و جنایت علیه بشریت مجرم شناخته شدند و به اعدام محکوم شدند. در مجموع رشید حسین به سه حکم اعدام محکوم شد. پس از قرائت حکم او در کنار ژنرال سابق، سلطان هاشم احمد الطایی، سخنرانی کرد. در نتیجه، محمد اوریبی آل خلیفه، رئیس قاضی، دستور داد که آنها به سرعت از دادگاه خارج شوند. بنا به گزارش‌ها، رشید حسین فریاد می‌زد «خدایا شکرت، ما اعدام می‌شویم زیرا از کشور خود در برابر دزدان و جنایتکاران دفاع کردیم. ما از عراق دفاع کردیم.»
در ۳ اکتبر ۲۰۰۷، مقامات عراقی تصمیم گرفتند که تاریخ اعدام او را به تعویق بیندازند. در ۲۸ فوریه ۲۰۰۸ یک شورای سه نفره ریاست جمهوری عراق با اعدام علی حسن المجید موافقت کرد، اما با اعدام رشید حسین و سلطان هاشم احمد الطایی موافقت نکرد.بنا بر گزارش‌ها، شورا استدلال می‌کرد که آنها نباید اعدام شوند، زیرا زیردست بوده و صرفاً دستورات را دنبال می‌کردند.
در ۲ دسامبر ۲۰۰۸ حسین به دلیل نقشش در قیام سال ۱۹۹۱ در عراق به حبس ابد دیگری محکوم شد.
در ۱۴ ژوئیه ۲۰۱۱، حسین به همراه تعداد زیادی از مقامات عالی‌رتبه سابق، از ایالات متحده به بازداشتگاه عراق منتقل شدند. حسین در کمپ کراپر در نزدیکی فرودگاه بین‌المللی بغداد بود. به دنبال این انتقال، چندین نماینده عراقی مجدداً از ریاست جمهوری خواستند که اعدام‌ها را تأیید نکند. جلال طالبانی به معاون شیعه خود خضیر الخزاعی اجازه داد که موافقت کند.